# 平年
平年（へいねん、common year）とは、暦において月数や日数に特別な増減を設けていない年である。言い換えると、月数や日数が平常の年である。対義語で、時間の不足を補うために、月数や日数を追加している年を閏年 (うるうどし、じゅんねん、leap year) という。

## 各暦法における平年
平年は、各暦法で以下の通りである：
太陽暦
365日
閏年は366日
太陰太陽暦
12か月・約354日
閏年は13か月・約384日
太陰暦
12か月・354日
閏年は12か月・355日